# Holden VP
De Holden VP was de zevende Commodore-serie van het Australische automerk Holden. Het ging om een facelift van de succesvolle VN-serie. Toch was de VP aanzienlijk verbeterd ten aanzien van zijn voorganger.

## Geschiedenis
De facelift bracht onder meer onafhankelijke achterwielophanging (IRS) dat standaard was op de Calais en de Commodore SS en optioneel op de andere modellen. Het systeem werd overgenomen van de verlengde Holden VQ-serie. Er kwam ook een standaard veiligheidssysteem en elektrische ruiten. Vanaf augustus 1992 werd ook ABS optioneel beschikbaar voor de modellen met V8-motor en IRS en later, in de Series II, voor alle modellen. Die Series II bracht vanaf begin 1993 nog een aantal aanpassingen, maar werd nog maar tot juli dat jaar geproduceerd.
Verder vielen ook de verbeterde wegligging en de sterk verminderde interieurgeluiden van de VP-serie op. Begin 1992 werd ook een krachtiger versie van de V8-motor van HSV, Holden Special Vehicles, verkrijgbaar doorheen het gamma.
De Holden Statesman en de Holden Caprice bleven in hun VQ-serie. Beide modellen werden een maand na de VP-serie geïntroduceerd als VQ Series II. De Ute kwam wel naar de VP-serie. Er werden twee versies van gelanceerd: de standaard Ute en de Ute S. Eind 1992 werd ook een gelimiteerde Calais International gebouwd. Ook werd toen de op de Executive gebaseerde Commodore Vacationer uitgebracht.

## Modellen
- Okt 1991: Holden Commodore Executive Sedan
- Okt 1991: Holden Commodore Berlina Sedan
- Okt 1991: Holden Commodore Berlina LX Sedan
- Okt 1991: Holden Commodore S Sedan
- Okt 1991: Holden Commodore SS Sedan
- Okt 1991: Holden Calais Sedan
- Okt 1991: Holden Commodore Executive Wagon
- Okt 1991: Holden Commodore Berlina Wagon
- Feb 1992: Holden Ute
- Feb 1992: Holden Ute S
- Sep 1992: Holden Calais International
- Okt 1992: Holden Commodore Vacationer Sedan
- Okt 1992: Holden Commodore Vacationer Wagon
- Feb 1993: Holden Commodore ~ Series II